# Жизнь как смертельная болезнь, передающаяся половым путём
«Жизнь как смертельная болезнь, передающаяся половым путём» (пол. Życie jako śmiertelna choroba przenoszona drogą płciową) — польско-французский драматический фильм 2000 года.

## Сюжет
Жители одной деревни хотят повесить пойманного ими конокрада, но случайно объявившийся в тех местах монах уговаривает их отдать преступника к нему в монастырь, обещая, что вернёт его для казни, «когда тот будет к ней готов». Через полгода монах сдерживает своё обещание, конокрад сам покорно идёт к виселице.
Выясняется, что идут съёмки фильма «Бернард и Абеляр». Исполнитель главной роли получает травму, и врач из съёмочной группы, 60-летний Томаш, оказывая ему помощь, знакомится с ксёндзом, с которым у него возникает теологический спор о жизни и смерти.
Очень скоро Томаш узнаёт, что болен раком, и жить ему осталось считанные месяцы. Перед врачом встаёт непростая дилемма, как ему прожить оставшиеся дни: пуститься во все тяжкие, навёрстывая пропущенную молодость, или философски принять неизбежное…

## В ролях
- Збигнев Запасевич — Томаш Берг, врач
- Александер Фабисяк[пол.] — профессор
- Тадеуш Брадецкий — Марек, ксендз
- Моника Кживковска[пол.] — Ханка
- Павел Окраска[пол.] — Филип
- Кристина Янда — Анна
- Шимон Бобровский[пол.] — Кароль
- Редбад Клинстра[пол.] — певец
- Ежи Радзивилович — солтыс
- Малгожата Притуляк — медсестра
- Станислава Целиньская — фармацевт
- Мария Клейдыш — соседка Томаша

## Награды и номинации
В 2000—2001 годах фильм номинировался на семь различных кинонаград в разных номинациях польских и международных кинофестивалей, и выиграл все семь из них, в том числе призы Международного кинофестиваля в Санта-Барбаре и Московского кинофестиваля.

## Премьерный показ в разных странах[2]
- Россия — конец июля 2000 (XXII Московский кинофестиваль)
- Польша — 8 сентября 2000
- США — октябрь 2000 (Международный кинофестиваль в Чикаго)
- Южная Корея — 7 октября 2000 (Международный кинофестиваль в Пусане)
- Индонезия — 5 ноября 2000 (Международный кинофестиваль в Джакарте)
- Венгрия — 30 ноября 2000 («Неделя европейских фильмов»)
- Аргентина — 15 марта 2001 (Кинофестиваль в Мар-дель-Плате)
- Чехия — 13 июля 2001 (Кинофестиваль в Карловых Варах)
- Колумбия — 27 апреля 2002 («Eurocine Medellín»)
- Дания — 1 апреля 2003 (англ. NatFilm Festival)